# Al-Baha (provins)
al-Baha (arabiska: الباحة) är en provins i sydvästra Saudiarabien.